# 根修習経
『根修習経』（こんしゅうじゅうきょう、巴: Indriyabhāvanā-sutta, インドリヤバーヴァナー・スッタ）とは、パーリ仏典経蔵中部に収録されている第152経。『感官修習経』（かんかんしゅうじゅうきょう）とも。
釈迦が、アーナンダに、六根に関する仏法を説く。

## 構成

### 登場人物
- 釈迦
- ウッタラ --- 婆羅門の青年。
- アーナンダ

### 場面設定
ある時、釈迦はガジャンガラーのスヴェール林に滞在していた。
そこに婆羅門の青年ウッタラがやって来る。彼が、彼の師である婆羅門は感官を修習し、その対象を覚知しないことを説いていると述べると、釈迦はただ対象を遮断するだけでいいなら、盲目者や聾唖者が感官の修習者になってしまうことを指摘する。ウッタラは反論できず黙りこくってしまう。
その様子を見て取った釈迦は、脇にいたアーナンダに、六根（六処）における対象を、無常と観ずることで執着しなくなる真の意味での感官の修習を説く。
更に、未熟な有学の行と聖者の場合の違いについても論じる。
アーナンダは歓喜する。

## 日本語訳
- 『南伝大蔵経・経蔵・中部経典4』（第11巻下） 大蔵出版
- 『パーリ仏典 中部（マッジマニカーヤ）後分五十経篇II』 片山一良訳 大蔵出版
- 『原始仏典 中部経典4』（第7巻） 中村元監修 春秋社